# Yamatsuri
Yamatsuri (japanska: 矢祭町?, Yamatsuri-machi) är en landskommun (köping) i Fukushima prefektur i Japan.  